# 薄磯
薄磯（うすいそ）は、福島県いわき市にある町名。現行行政地名は薄磯一丁目から薄磯三丁目。

## 地理
平地域に属し、いわき市南西部に位置している。町内に属していないが、近隣に薄磯海水浴場や塩屋埼灯台がある。

## 歴史
- 2018年（平成30年）2月24日 - いわき都市計画事業薄磯震災復興土地区画整理事業の換地処分に伴い、平薄磯の一部を分離し、 薄磯一丁目から薄磯三丁目を設置[4]。

## 世帯数と人口
2018年（平成30年）4月1日現在の世帯数と人口は以下の通りである。
| 丁目               | 世帯数 | 人口 |
| ------------------ | ------ | ---- |
| 薄磯一丁目〜三丁目 | 36世帯 | 89人 |

## 交通
- 福島県道382号豊間四倉線

## その他

### 日本郵便
- 郵便番号 : 970-0229[2]（集配局：いわき郵便局[5]）。